# U-285
U-285 — средняя немецкая подводная лодка типа VIIC времён Второй мировой войны.

## История
Заказ на постройку субмарины был отдан 5 июня 1941 года. Лодка была заложена 7 июля 1942 года на верфи Бремен-Вулкан под строительным номером 50, спущена на воду 3 апреля 1943 года. Лодка вошла в строй 15 мая 1943 года под командованием оберлейтенанта Вальтера Отто.

### Командиры
- 15 мая 1943 года — 16 апреля 1944 года Вальтер Отто
- 17 апреля 1944 года — 15 апреля 1945 года капитан-лейтенант Конрад Борнаупт

### Флотилии
- 15 мая 1943 года — 31 июля 1944 года — 8-я флотилия (учебная)
- 1 августа 1944 года — 30 сентября 1944 года — 7-я флотилия
- 1 октября 1944 года — 15 апреля 1945 года — 11-я флотилия

### История службы
Лодка совершила 3 боевых похода, успехов не достигла. Потоплена 15 апреля 1945 года в Северной атлантике к юго-западу от Ирландии, в районе с координатами 50°13′ с. ш. 12°48′ з. д. глубинными бомбами с британских фрегатов HMS Grindall и HMS Keats. 44 погибших (весь экипаж). Эта лодка была оснащена шноркелем.